# هولنبرگ
هولنبرگ (به آلمانی: Holenberg) یک شهر در آلمان است که در Holzminden واقع شده‌است. هولنبرگ ۴۹۰ نفر جمعیت دارد.